# Lac Le Breton (Mont-Valin)
Pour les articles homonymes, voir Le Breton et Lac Le Breton.
Le lac Le Breton est situé sur la rive Nord du fleuve Saint-Laurent, dans le territoire non organisé du Mont-Valin, dans la municipalité régionale de comté (MRC) du Fjord-du-Saguenay dans la région administrative de Saguenay-Lac-Saint-Jean, au Québec, au Canada. Ce plan d’eau fait partie de la zec Martin-Valin et du canton de Le Mercier.
La route forestière R0200 passe sur la rive Ouest du lac Le Breton. Quelques autres routes forestières secondaires desservent les environs du lac Le Breton, notamment pour les besoins de la foresterie et des activités récréotouristiques,.
La foresterie est la principale activité économique de ce bassin versant ; les activités récréotouristiques, en second.
La surface du lac Le Breton est habituellement gelée de la fin novembre au début avril, toutefois la circulation sécuritaire sur la glace se fait généralement de la mi-décembre à la fin mars.

## Géographie
Les principaux bassins versants voisins du lac Le Breton sont :
- côté Nord : lac Le Marié, lac Betsiamites, rivière Wapishish, lac Barrin, rivière Poulin, rivière aux Sables, lac Poulin-De Courval ;
- côté Est : bras des Murailles, rivière Tagi, rivière Olaf ;
- côté Sud : rivière à la Cruche, lac Gosselin, lac Jalobert, rivière Sainte-Marguerite ;
- côté Ouest : lac Moncouche, lac Doumic, lac Maingard, rivière à la Cruche, rivière Saint-Louis, lac La Mothe, rivière Shipshaw[1].

Le lac Le Breton comporte une longueur de 4,3 km, une largeur de 1,8 km et une altitude de 659 m. Ce lac est associé à un groupe de lacs dans la même zone : lac Gosselin, lac Maingard, lac Betsiamites, lac Doumic, lac Le Marié, lac Moncouche et lac Marc. Le lac Le Breton s’alimente de trois principales décharges de lacs ou ruisseau dont la décharge du lac Jalobert et la décharge du lac Gosslin.
L'embouchure de ce lac est située au Nord à :
- 10,1 km au Nord de la source de la rivière Sainte-Marguerite ;
- 9,9 km au Sud de la confluence de la décharge du lac Le Marié avec la rivière aux Sables ;
- 8,1 km au Sud-Est de l’embouchure du lac Moncouche ;
- 79,8 km au Sud-Est de l’embouchure de la rivière aux Sables (confluence avec le réservoir Pipmuacan) ;
- 42,3 km à l’Est du lac La Mothe lequel est traversé vers le Sud par la rivière Shipshaw ;
- 34,2 km au Nord de la rivière Saguenay[1].

À partir de l’embouchure du lac Le Breton, le courant coule sur 4,9 km vers le Nord notamment en traversant le lac Betsiamites, sur 4,0 km vers le Nord-Ouest en traversant le lac Le Marié, sur 4,8 km vers le Nord-Est en traversant successivement le lac des Trois Chutes et le lac Marc, jusqu’à la rive Ouest de la rivière aux Sables. De là, le courant va vers le Nord jusqu’au réservoir Pipmuacan lequel est traversé vers l’Est par la rivière Betsiamites. Cette dernière coule vers l’Est, jusqu’à la rive Nord-Ouest du fleuve Saint-Laurent.

## Toponymie
L’expression « Le Breton » constitue un patronyme de famille d’origine française.
Le toponyme « Lac Le Breton » a été officialisé le 17 août 1978 à la Banque des noms de lieux de la Commission de toponymie du Québec.